# Misunderstood (Mötley Crüe)
Misunderstood è un singolo della band statunitense Mötley Crüe dell'album Mötley Crüe del 1994.

## Formazione
- John Corabi - voce
- Mick Mars - chitarra
- Nikki Sixx - basso
- Tommy Lee - batteria